# Društvo za očuvanje tradicije šokačkih Hrvata "Gibarac"
Društvo za očuvanje tradicije šokačkih Hrvata "Gibarac" je hrvatska kulturna udruga iz Gibarca, AP Vojvodina, Srbija. Osnovana je 16. svibnja 2010. radi očuvanja tradicije šokačkih Hrvata u Srijemu. Predsjednik udruge je Đuro Martinović. Sjedište je u Svetog Save 7, Gibarac. Da bi društvo djelovalo, ustupljena im je župna kuća iz Gibarcu. Ondje će se oformiti zavičajna kuća u kojoj će biti izložene specifične rukotvorine, eksponati, narodne nošnje i svi autentični predmeti važni za povijest Gibarca. Zavičajna kuća služit će ujedno za sastajanje Gibarčana.